# 秀和 (がま口)
秀和株式会社（しゅうわかぶしきがいしゃ）は、京都市左京区に本社を置く、がま口専門に財布、ポーチ、バッグなどの製作・販売を行う会社。オリジナルブランド「がま口の専門店 AYANOKOJI」を全国展開する。
「がま口の日」（8月8日）を制定した企業として知られる。第10回オスカー認定企業。第8回知恵創出”目の輝き”認定企業。

## 概要
1985年6月創業。当初は創業者の奥敏郎と職人の2名のみで、染めや織の生地を主体とする袋物、服飾などの和雑貨やテーマパークへのグッズ製造卸などで次第に業績を伸ばした。1995年の阪神・淡路大震災で取引先の販売環境の悪化を受け、1997年サンリオのライセンスを取得。キャラクタービジネスに参入。ハローキティの和雑貨を製造するなどOEMメーカーとして製造ノウハウを積む。当時、和風のハローキティはサンリオでも扱いがなく、珍しい着物姿のぬいぐるみやちりめん素材の小銭入れ、箸、食器などを他社に先駆け開発・販売しヒット商品を出す。その後、自社企画商品であるがま口の販売比率を徐々に上げる。現在では、小銭入れのほか名刺入れ、化粧ポーチ、セカンドバッグ、リュックサック、通帳入れなど商品点数は100種類を超え、素材やデザインに現代的で斬新なセンスを積極的に取り入れている。

### 直販店 AYANOKOJI
2005年に平安神宮近くに、初の直販店である「あやの小路 岡崎本店」を出店。大正期の英文学者、厨川白村の旧邸宅であった町家を改装し、当初は着物、古着、リメイク商品なども販売する”和の総合雑貨店”であった。同時にネット販売に注力。扱い商品中で特にがま口が好評であったことから、アイテム数を増やし2010年には「AYANOKOJI 祇園店」を出店。それがメディアに取り上げられたことで、ブランドの認知度を上げ、東京に進出。「渋谷ヒカリエ ShinQs店」を出店。その後も、関東圏を中心に多数出店し、2019年2月現在、全国に11店舗のほか「AYANOKOJI X」「AYANOKOJI Sarei」各1店舗を運営する。AYANOKOJIブランドで一貫して商品展開を行っているが、このブランド名には「彩の小路」の意味があり、華やかで可愛い和をデザインコンセプトとしながらも、古典的な和にこだわらず、洋のテイストも取り入れたドット柄などで商品構成がなされている。テレビ番組で人気女優がAYANOKOJIのがま口を紹介したことがきっかけで人気化した。

### 品質へのこだわりと販売戦略
メイド・イン・ジャパンと手作りにこだわり、生地には滋賀県高島産の帆布を使用、無地のものは大阪の染工場、オリジナルプリント柄は京都の染工場で染めるほか、口金は独自で開発しており、商品の幅を出すため、がま口のボストンバッグなども製作している。口金入れは京都府の現代の名工に認定された職人監修の下、手作業で仕上げるほか、生地の裁断、型抜き、縫製に至るまですべてに専門職人を置くなど伝統技術を活かした商品づくりに特徴がある。生地にモダンな色や柄、素材を採用、幅広いシーンで使用できるデザインで20代の若年層をターゲットに商品開発をした結果、トレンドに敏感な中年・年配層をも取り込むことに成功した。修理などアフターサービスも行う。競合他社との違いを打ち出すために職人の養成に注力し、職人志望の若手を積極的に社員登用している。また、店舗デザインは2013年にリニューアルし、ロゴをローマ字表記にしたり、イエローとブルーを店舗カラーとして採用するなど、これまでの和雑貨店のイメージを覆す工夫を施している。

### 8月8日「がま口の日」
2013年 、NHK連続テレビ小説「あまちゃん」の主人公の天野アキ（能年玲奈）が、電車内でウニ丼を売る場面で首からがま口を提げていたことから、手芸専門店でのがま口の売上が大幅に増大した。同社が同年に日本記念日協会に「がま口の日」を申請し、認定された。口金を閉める際の「パチン、パチン」という音と「8月8日」をかけたものである。

### オスカー認定
2006年、「和の心を伝える」という企業理念、「若者に広がる和文化人気・インターネット市場の拡大、観光客の増加という市場性」、「ライセンスビジネスで培った商品開発力、低価格で製造可能な生産力、卸売りで蓄積してきた販売ノウハウ」という理由で、京都市の第10回オスカー認定企業に選ばれた。

### 知恵創出”目の輝き”認定
2020年10月、安土桃山時代の能装束デザインを現代によみがえらせた新たなライフスタイル商品の開発が評価され、第8回 知恵創出"目の輝き"認定企業に認定される。

### 創業者
創業者の奥敏郎は市民ランナーとしても知られる。35歳で走り始め、サロマ湖100キロウルトラマラソンでは何度も完走している。また秀和は2回目の京都マラソンからオフィシャルスポンサーになっている。

## 沿革
- 1985年 - 6月8日、奥敏郎により秀和株式会社として創業。袋物、服飾雑貨の卸しを行う[16]。創業当初は、奥と従業員1名の2人であった。
- 2005年 - 京都・岡崎に和雑貨店舗「あやの小路」を開設[18]。
- 2006年 - 1月、楽天市場店「あやの小路」を開設。3月、京都市よりオスカー企業の認定を受ける[18]。
- 2010年 - 7月、京都・祇園にがま口の専門店「AYANOKOJI」を開設[18]。
- 2011年 - 2月、京都・聖護院に本社を移転[18]。
- 2012年 - 4月、東京進出、2店舗をほぼ同時に開設。本年以降、さらに多店舗化を推進。10月にはオンラインショップ「AYANOKOJI」を開設[18]。
- 2013年 - 3月、京都市左京区東丸太町にインターネット事業部を移転[18]。NHK連続テレビ小説「あまちゃん」人気でがま口の売上が急増。同社が日本記念日協会に8月8日を「がま口の日」として申請し、8月に認定される。[3][18]。
- 2014年 - 1月、フランス・パリで開催される見本市『メゾン・エ・オブジェ』に初出展。大阪に店舗開設[18]。業績好調につき左京区本社近くに新工房開設[5]。
- 2015年 - 九州（大分県）、北海道に店舗開設。9月、一般社団法人日本ショッピングセンター協会加盟[18]。
- 2016年 -神奈川県川崎市、福岡県福岡市、東京の吉祥寺、北千住に出店[18]。
- 2017年 - 4月、愛知県進出。名古屋に「AYANOKOJI タカシマヤ ゲートタワーモール店」を開設。その他、各地に計3店舗を開設[18]。
- 2018年 - 3月、宮城県仙台市のほか、東京・丸の内に「AYANOKOJI X」開設[18]。11月、福岡県福岡市に「AYANOKOJI Sarei」開設 [22] 。
- 2019年
  - 7月、北海道・札幌地下街「ポールタウン」内に「AYANOKOJI Sarei さっぽろポールタウン店」を開設[23]。
  - 9月、大阪・阿倍野に「AYANOKOJI あべのハルカス近鉄本店」を開設[24]。
- 2020年 - 9月2日、神奈川県横浜市に「AYANOKOJI 横浜ジョイナス店」を開設[25][26]。
- 2020年 - 10月、安土桃山時代の能装束デザインを現代によみがえらせた新たなライフスタイル商品の開発を理由に、第8回 知恵創出"目の輝き"認定企業に認定される[9][8]。
- 2020年 - 11月20日、「AYANOKOJI 心斎橋パルコ店」を開設[27]。
- 2021年
  - 1月12日、ボーダレス・ジャパンの提供する100％自然エネルギーによる電気サービス「ハチドリ電力」による電力供給を開始[28][29]。
  - 4月10日、「AYANOKOJI パルコヤ上野店」が売り場面積と取扱商品を増やし拡大リニューアル[30]。
  - 4月30日、「ソーシャル企業認証制度（S認証）」にて “世のため人のため”に取り組むソーシャル企業として認証される[31]。
  - 9月、京都・川端二条に二条物流センターを開設。インターネット事業部と倉庫を統合[1]。

## 所在地

### 本社
京都市左京区聖護院山王町28-29

### 物流センター/インターネット事業部
- 二条物流センター - 京都府京都市左京区新車屋町通二条下る新車屋町164

## 直販店

### AYANOKOJI・AYANOKOJI Sarei 実店舗
北海道・宮城・東京・神奈川・愛知・京都・大阪・福岡に展開。

## メディア

### テレビ
- 2010年5月26日『ココイロ』（朝日放送テレビ） -  岡崎のがま口[34]
- 2011年8月19日『はなまるマーケット』（TBS） - 『はなまるカフェ』で宮崎あおいお気に入りの店として紹介される[35]。
- 2012年2月20日『鑑賞マニュアル 美の壺』（NHK BSプレミアム）[36]
- 2012年10月2日『日経スペシャル ガイアの夜明け』（テレビ東京）[37]
- 2013年1月21日『ヒルナンデス!』（日本テレビ） - 渋谷ヒカリエShinQs店[35]。
- 2013年8月7日『ぽじポジたまご』（京都テレビ）[38]
- 2013年8月7日『京いちにち』（NHK京都）[38]
- 2015年2月3日『イッピン』（NHK BSプレミアム）[39]
- 2018年10月24日『よ～いドン!』（関西テレビ）[40]
- 2020年3月26日『スタンダップ!』（朝日放送テレビ）[41][42]
- 2020年4月5日「京都知新」（MBS 毎日放送）[43]
- 2020年9月13日、2020年12月26日、テレビショッピング専門チャンネル『ショップチャンネル』特別番組『codawari倶楽部』「新生AYANOKOJI 新しい時代の京都がま口コレクション」[44]
- 2021年5月24日『よんチャンTV』（MBS 毎日放送）[45]